# Yoldiella propinqua
Yoldiella propinqua is een tweekleppigensoort uit de familie van de Yoldiidae. De wetenschappelijke naam van de soort is voor het eerst geldig gepubliceerd in 1878 door Leche.